# 해병묵시록
"해병묵시록"은 1995년에 개봉한 대한민국의 영화이다.

## 캐스팅
- 유영국
- 김영일
- 김주영
- 송금식
- 진봉진
- 송인혁
- 이영욱
- 이갑성
- 김성혁
- 오혜성
- 신종섭
- 김기주
- 장정국
- 윤일봉
- 이무정
- 이해룡
- 이진
- 박경득
- 길달호
- 김영인
- 양희정
- 정혜선
- 김기종
- 윤일주
- 서평석
- 강유일
- 신양균
- 문철재
- 박세범
- 김진
- 안진수
- 홍춘길
- 황석규
- 김태연
- 임병용
- 최인선
- 김수진
- 정은정